# Клуни, Амаль
А́маль Клу́ни (англ. Amal Clooney), при рождении — Амаль Аламудди́н (араб. أمل علم الدين‎; род. 3 февраля 1978, Бейрут) — британский юрист ливанского происхождения.

## Образование
Окончила Колледж Святого Хью Оксфордского университета, юридический факультет Нью-Йоркского университета по специальности «Международное право, вопросы экстрадиции и защита прав человека».

## Профессиональная деятельность
В 2004 году заняла должность в Международном суде ООН.
В 2010 году приступила к работе в юридической компании Doughty Street Chambers.
Работала в качестве юридического советника по Югославии при судьях в Международном суде ООН и Международном уголовном суде, а также являлась старшим юридическим советником прокурора в Специальном трибунале по Ливану.
Представляет правительство Камбоджи в деле о территориальном споре с Таиландом в Постоянной палате третейского суда, Армению в процессе против Догу Перинчека как отрицателя геноцида армян, население архипелага Чагос в тяжбе за право вернуться на острова, откуда его выселили из-за размещения американской военной базы.
Среди клиентов Амаль Клуни — основатель WikiLeaks Джулиан Ассанж, бывший премьер-министр Украины Юлия Тимошенко, бывший президент Мальдивской Республики Мохамед Нашид, азербайджанская журналистка Хадиджа Исмаилова, египетско-канадский журналист Мохамед Фахми и другие известные персоны.
В сентябре 2021 года Международный уголовный суд (МУС) назначил Амаль Клуни специальным советником по суданскому конфликту в Дарфуре.

## Личная жизнь
С 27 сентября 2014 года Амаль замужем за актёром и режиссёром Джорджем Клуни. У супругов есть дети-двойняшки — сын Александр и дочь Элла (род. 06.06.2017).